# Escoussans
Escoussans egy francia település Gironde megyében az Aquitania régióban. Lakosainak száma 276 fő (2022. január 1.).

## Adminisztráció
Polgármesterek:
- 2001–2014 Jean-Michel Menguin (SE)
- 2014–2020 Éric Denisse

## Demográfia
| Lakosok száma | 247  | 260  | 262  | 267  | 332  | 322  | 299  | 288  | 283  | 276  |
|               | 1968 | 1982 | 1990 | 2006 | 2013 | 2015 | 2017 | 2019 | 2020 | 2022 |

## Látnivalók
- Saint-Seurin templom - a 12. században épült
- Iskola - 1885-ben épült
- Le Foyer Familial - 1937-ben épült

## Fordítás
- Ez a szócikk részben vagy egészben  az   Escoussans című francia Wikipédia-szócikk fordításán alapul.  Az eredeti cikk szerkesztőit annak laptörténete sorolja fel. Ez a jelzés csupán a megfogalmazás eredetét és a szerzői jogokat jelzi, nem szolgál a cikkben szereplő információk forrásmegjelöléseként.